# ملعب كأس العالم بسوون

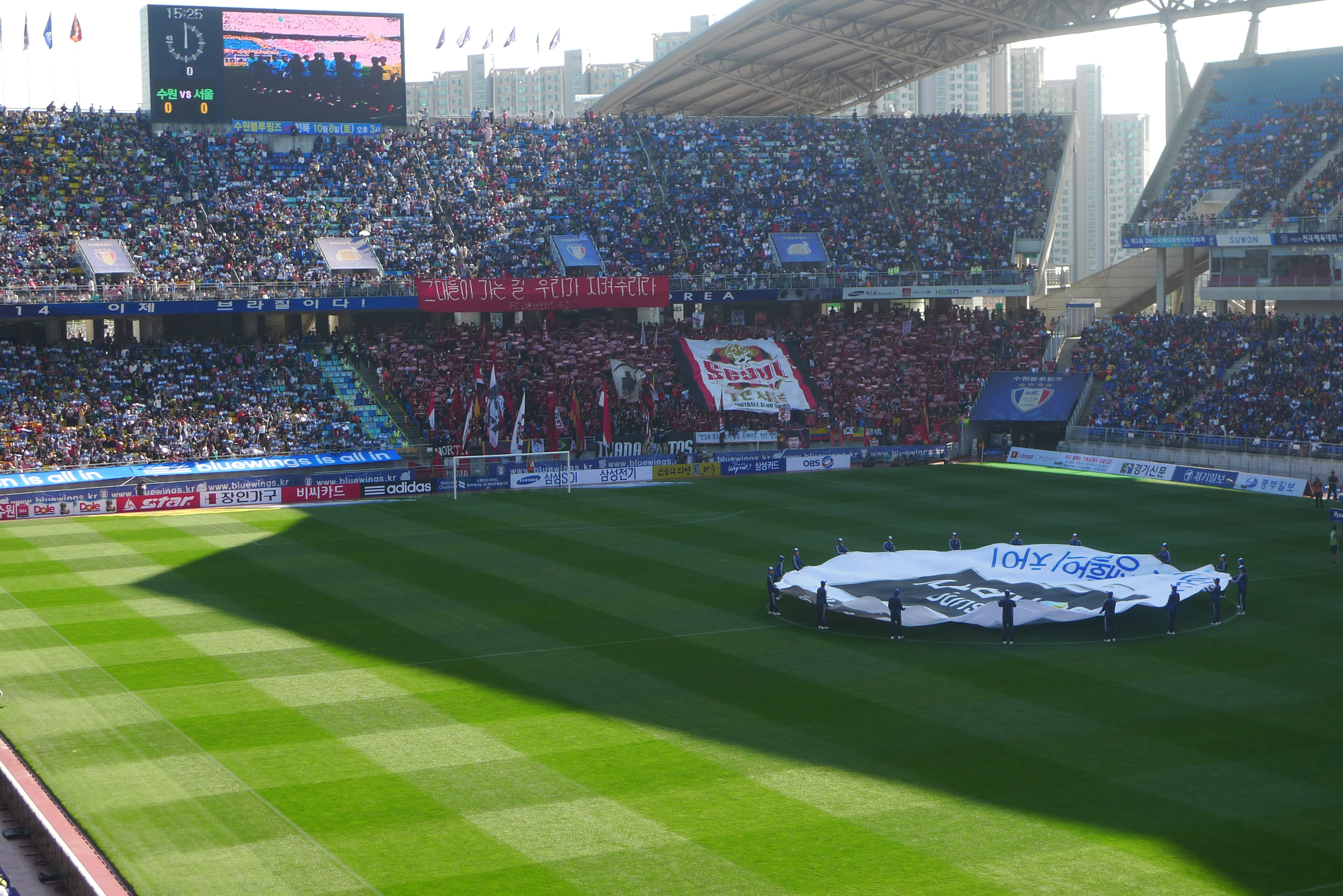
ملعب سون كأس العالم من الداخل

ملعب كأس العالم بسوون هو ملعب كرة قدم يقع في مدينة سوون الكورية الجنوبية. يسع الملعب لجلوس 43288 متفرج. يعتبر الملعب الرسمي الذي يخوض فيه نادي سوون بلو وينغز مبارياته. تم افتتاح الملعب في 13 مايو 2001.

## معرض صور

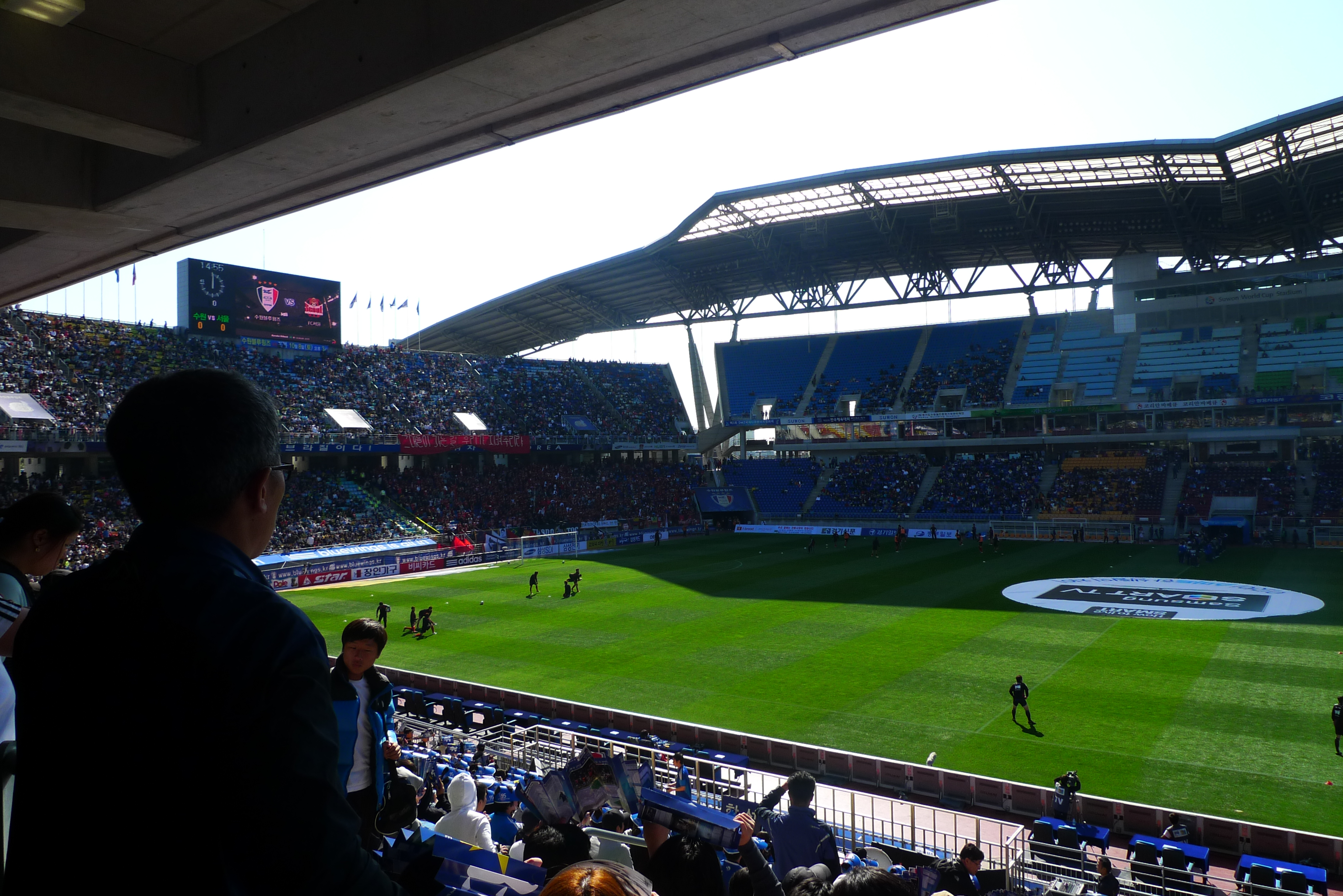
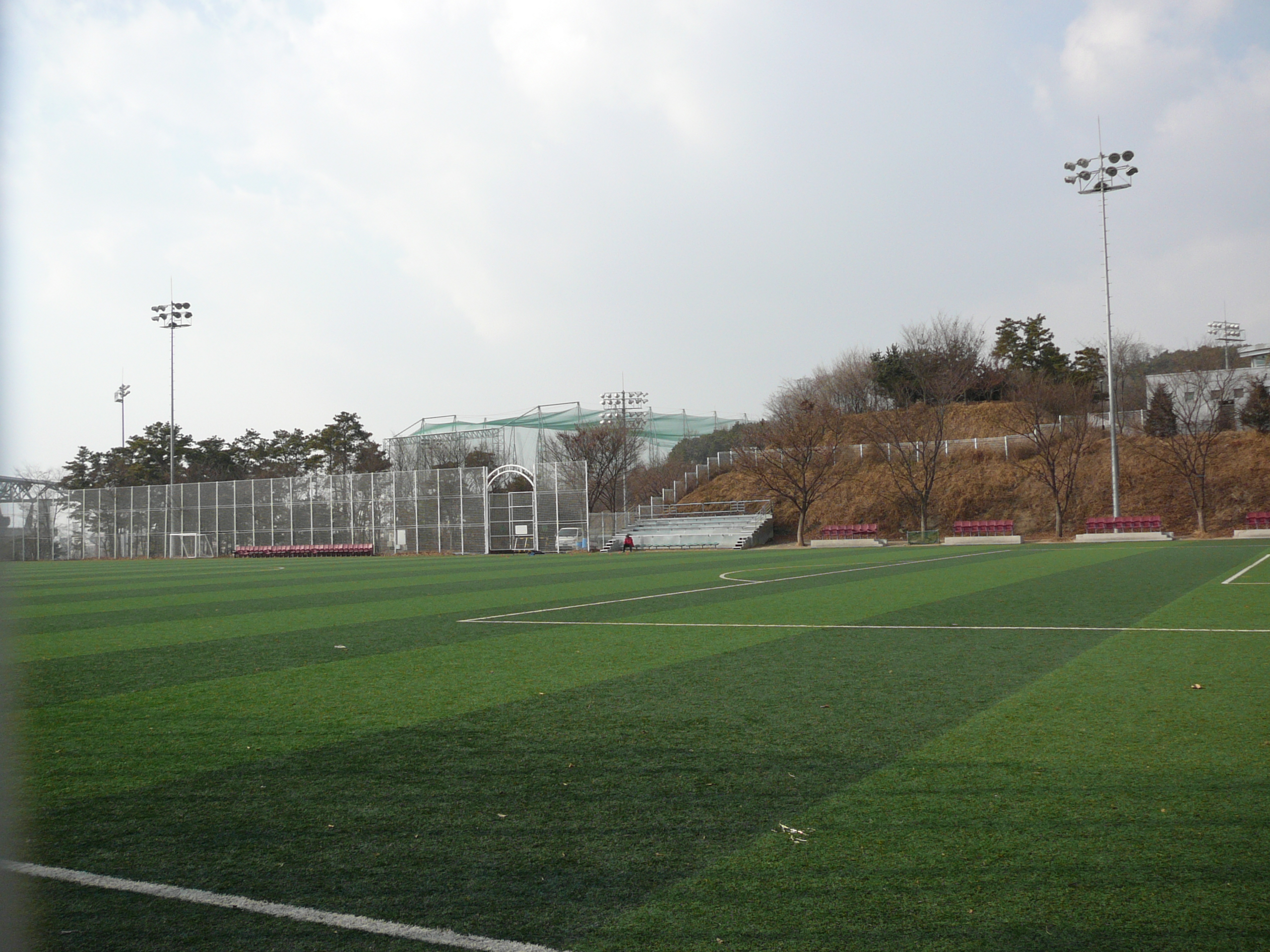
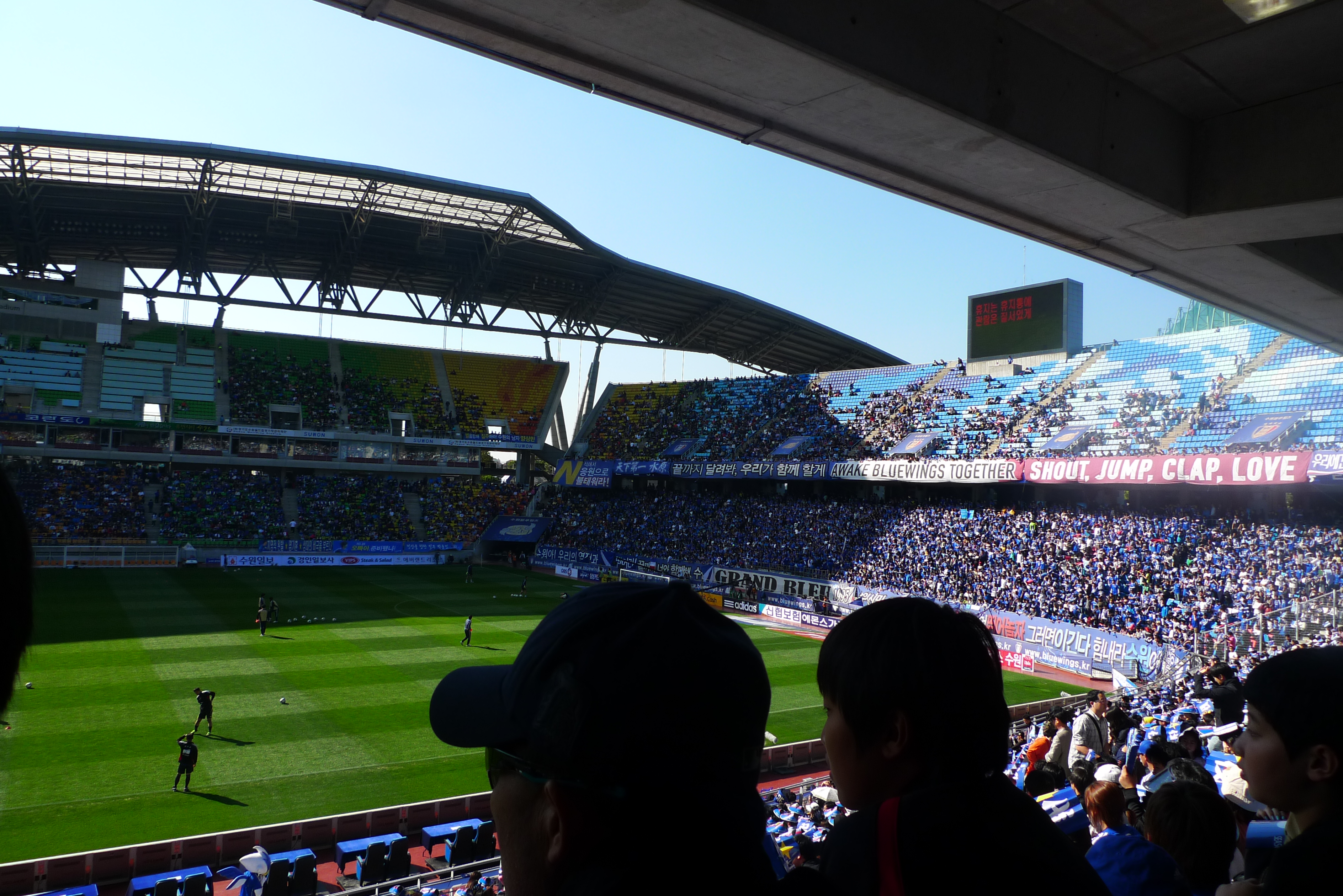
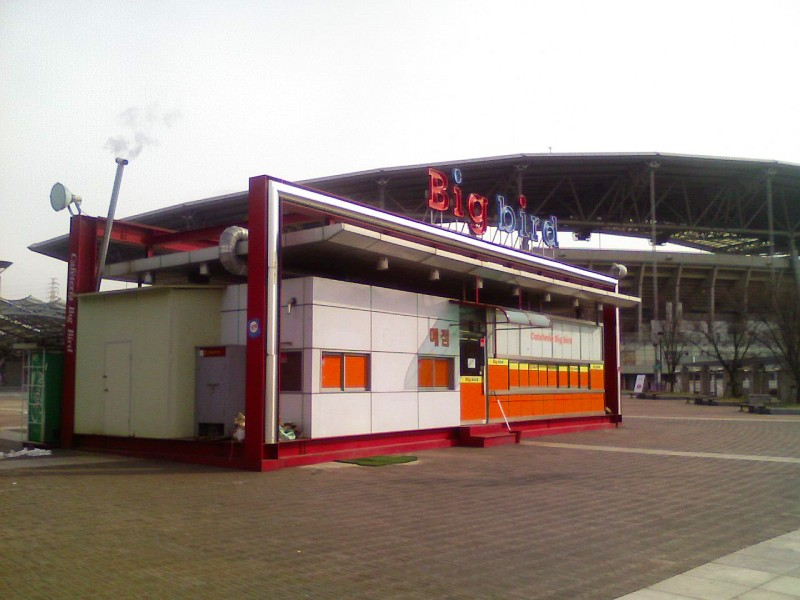
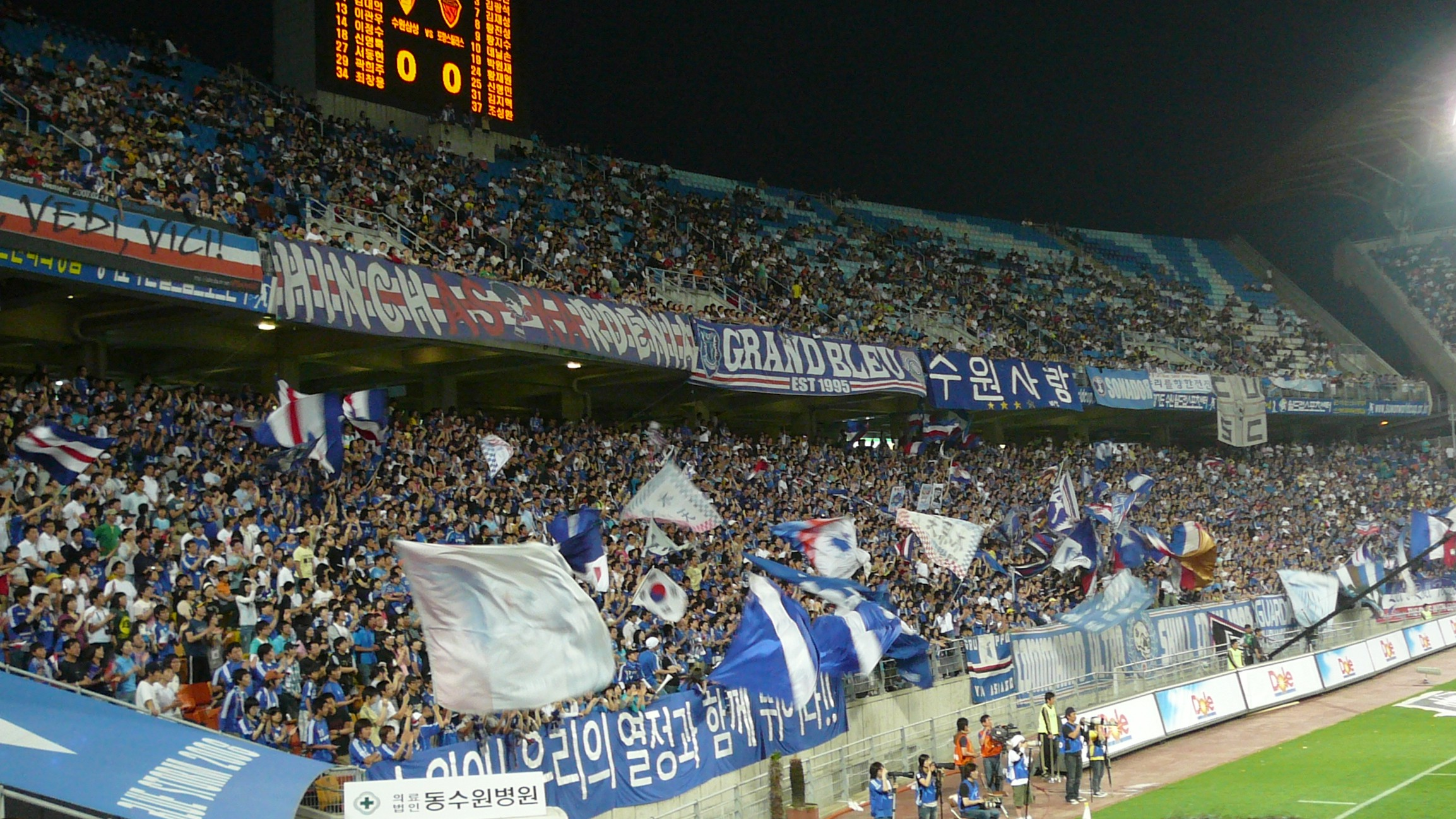
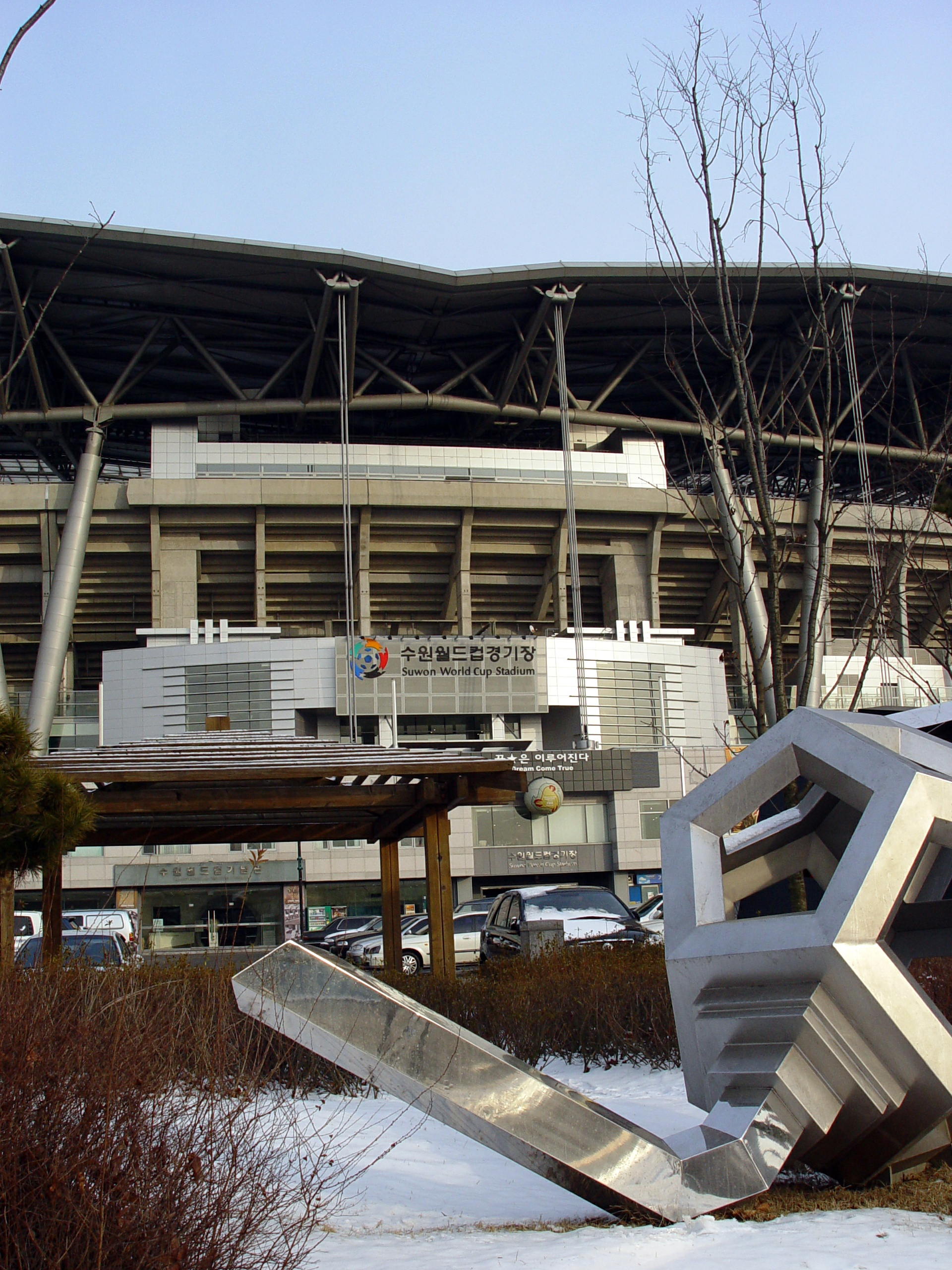